# Service à fumeur
 (octobre 2023).

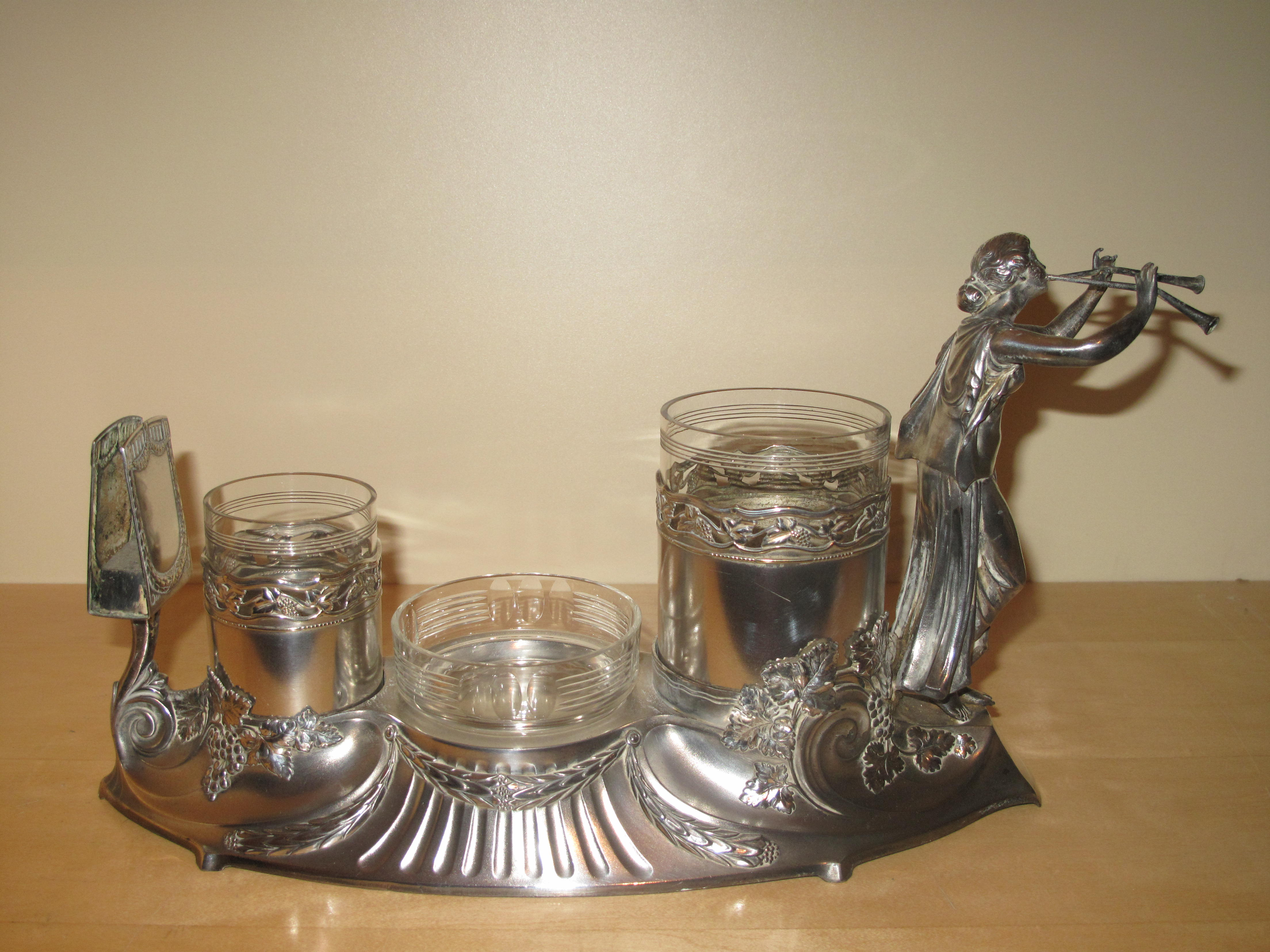
Service à fumeurs de style Art nouveau.

Le service à fumeur est un objet à la fois décoratif et utilitaire. Il rassemble les divers objets utiles à un ou plusieurs fumeurs : pot à cigares, pot à cigarettes, briquet de table ou support de boîte d'allumettes, cendrier.
Les services à fumeur ont été en vogue dans les années 1900.